# Antonio Mas Oller
Antonio Mas Oller fue un sacerdote católico español que ejerció su ministerio en la República Argentina. Involucrado en la política local, fue legislador y gobernador interino de la Provincia de Jujuy.

## Biografía
Antonio Mas Oller nació en España el 3 de mayo de 1817.
Llegado al país, en 1851 fue cura del departamento de Río Negro, Jujuy, y al año siguiente desempeñó su ministerio en San Salvador de Jujuy, siendo ya delegado por el obispo para la visita a los curatos de Río Negro, Tilcara, Santa Catalina, Cochinoca y Valle Grande. En 1860 fue brevemente vicario de la Iglesia Matriz de la capital jujeña.
En 1871 fue elegido Diputado por el Departamento Rinconada, siendo designado Vicepresidente primero de la Legislatura. Entre 1867 y 1877 fue vicario de la Iglesia Matriz jujeña.
Entre 1853 y 1874 el clan Sánchez de Bustamante había en buena medida controlado el gobierno de la provincia. El régimen de los denominados "conspicuos" había controlado la Legislatura y consiguientemente la elección del gobernador, de los senadores nacionales y la distribución de cargos públicos hasta el punto que para 1870 sus enemigos políticos los llamaban "los Césares de Jujuy". La situación nacional que desembocaría en la Revolución de 1874 cambiaría de momento las cosas. Los Sánchez de Bustamante mantuvieron su apoyo a Bartolomé Mitre pese al apoyo que el ejército nacional brindaba a la candidatura presidencial de Nicolás Avellaneda en las provincias del norte. 
La facción opositora que surgió, liderada por José María Álvarez Prado y Cástulo Aparicio venció al gobernador del clan Teófilo Sánchez de Bustamante en las elecciones del 1 de febrero de 1874. Sánchez de Bustamante suspendió la elección en dos departamentos y cuando se efectuó triunfó el candidato oficialista. La Legislatura dio por vencedor a Aparicio considerando que el gobernador no podía suspender elecciones mientras los adictos a Aparicio se levantaban en armas. Bustamante delegó el gobierno y marchó en busca de los rebeldes pero fue detenido el 27 de febrero en Volcán por sus adversarios encabezados por José María Álvarez Prado, quienes lo obligaron a firmar su dimisión.
Al día siguiente de la detención de Teófilo Sánchez de Bustamante, los sediciosos reunieron la legislatura, exigiéndole que aceptase la renuncia de dicho mandatario. Acto seguido Mas Oller asumió como gobernador el 28 de febrero de 1874, convocando a elecciones de electores que constituidos en asamblea nombraron el 20 de abril como Gobernador propietario a José María Álvarez Prado, quien asumió el 25 de abril de 1874.
En 1875 Mas Oller fue reelecto diputado por Rinconada. Entre el 31 de marzo y el 31 de diciembre de 1875 ejerció la presidencia de la Cámara en Comisión Permanente (autoridades de la Cámara en receso). Desde esa última fecha presidió por elección la 20.º legislatura hasta el 24 de marzo de 1876, cuando siguió ejerciéndolo en Comisión Permanente hasta el 1 de enero de 1877.

### Crisis en Jujuy (1876-1879)
En el ejercicio de la presidencia de la Legislatura le tocó un papel protagónico en el grave conflicto de poderes que afectó a la provincia.
Los facción que había depuesto en 1874 a los Sánchez Bustamante y sus aliados se había dividido en dos grupos que competían por los cargos provinciales y nacionales. El primero era encabezado por José Benito Bárcena y alineaba a José María Álvarez Prado y a Pablo Carrillo. El segundo era liderado por el ahora gobernador Cástulo Aparicio, secundado el ministro Domingo T. Pérez. Finalmente, los restos del antiguo partido de los conspicuos era encabezado por Plácido Sánchez de Bustamante, alejado de la política activa, y conservaban puestos en la Legislatura.
A fines de 1876 la elección del representante ante el Senador Nacional prevista para el 26 de febrero de 1877 detonaría el enfrantamiento. Aparicio ambicionaba para sí el puesto lo que lo enfrentó a Bárcena y, consiguientemente, a la Legislatura.
Ante los intentos de Aparicio de amedrentar a los legisladores empleando la milicia provincial, Mas Oller en tanto presidente de la Legislatura con el apoyo de la mayoría (11 diputados de 15) solicitó del comandante del Regimiento 12 de Línea Napoleón Uriburu la protección de las fuerzas nacionales invocando un decreto del presidente Domingo Faustino Sarmiento del 29 de septiembre de 1873 por el cual las legislaturas podían "disponer de las fuerzas nacionales para conservar y defender su existencia".
Enterado, el 10 de febrero Cástulo Aparicio detuvo a Mas Oller acusado de rebelión y abuso de autoridad mientras movilizaba las milicias de la quebrada de Humahuaca para frenar el paso de las fuerzas nacionales que marcharían desde Yavi y denunciaba a Avellaneda una conspiración contra su gobierno encabezada por Bárcena y Álvarez Prado y apoyada por el ejército, solicitando su inmediato retiro por considerarlo una violación a la autonomía provincial.
Napoleón Uriburu, quien era yerno de Bárcena, marchó con sus tropas sobre San Salvador de Jujuy y dispersó sin dificultad a las milicias de la Quebrada. El 21 de febrero Aparicio solicitó a las autoridades nacionales la intervención federal y el 22 de febrero las tropas nacionales entraban a la ciudad de Jujuy.
El 25 de febrero, mientras Mas Oller recuperaba la libertad, Avellaneda envió a Uriburu un telegrama en el que le manifestaba que "…desapruebo del modo más completo su conducta. V.S. ha recibido mando de fuerzas para cuidar fronteras y no Legislaturas, sin que sea un pretexto requisición del Presidente (de la Legislatura) que no es sino un funcionario interno en el réjimen de nuestras Cámaras. La intervención aun legítimamente pedida solo puede ser acordada por el Gobierno Nacional, no por los Comandantes de Frontera (…) V.S. se alejará inmediatamente de la ciudad con esas fuerzas y se situará á dos leguas de la misma donde esperará órdenes."
Uriburu demoró el repliegue para cubrir la reunión de la Legislatura que sesionó en mayoría el 26 de febrero eligiendo para el Senado a Bárcena y Carrillo. Ese mismo día Avellaneda decretó la intervención federal a la provincia designando el Juez Federal de Salta Federico Ibarguren, quien logró que Aparicio reconociera las acciones de la Legislatura y esta cerrara el juicio político iniciado. 
En cuanto a Antonio Mas Oller, fue elegido para continuar presidiendo la 21º Legislatura hasta el 30 de abril de 1877, continuó en Comisión hasta el 21 de enero de 1878 y pasó a presidir la 22º Legislatura hasta el 20 de marzo de 1878.
El 5 de julio de 1877 el Senado Nacional había aprobado las elecciones y los pliegos de Bárcena y Carrillo pese a las protestas de Aparicio quien en noviembre llamó a la conciliación en la provincia manifestándose prescindente en las elecciones de gobernador a realizarse el 23 de febrero de 1878.
No obstante, llegado el momento Aparicio apoyó la candidatura de Martín Torino, Jefe de Policía de Salta, quien en 1877 había sido comisario en San Pedro y Ledesma donde tenía propiedades.
La noche anterior a las elecciones de electores unos 200 partidarios de Bárcena reunidos en casa de una partidaria fueron atacados por agentes de la policía y militantes del oficialista Club del Pueblo. Catorce militantes opositores fueron muertos y muchos resultaron heridos. Plácido Sánchez de Bustamante describiría lo sucedido: "salieron del Principal á media noche á recorrer algunas calles, el Gefe de Policía, el Comandante del Principal, el Ayudante del Gobernador, el juez Civil de primera instancia, el ex-Ministro de Gobierno y otros, todos armados de remington encabezando el piquete ó fuerza pública del cuartel y un grupo de gente del pueblo, armados todos del mismo modo, y parándose al frente de la casa que ocupaban sus opositores hicieron astillas á balazos sus puertas y fusilaron, asesinando atrozmente a cuantos trataron de resistir, hasta que, acribillados á balazos, saltaron por paredes y techos dispersándose. Allí quedaron algunos muertos y muchos heridos de los que algunos fueron llevados al hospital. A este atentado, que no tiene ejemplo ni antecedentes en las luchas de nuestras largas guerras civiles, se le quiere llamar choque de dos Clubs, como si la fuerza pública encabezada por sus gefes militares pudiera llamarse un Club. Con este antecedente sangriento tuvo lugar la elección del 23 de febrero en esta ciudad."
A comienzos de marzo la mayoría legislativa, incluyendo a Mas Oller, se refugió en Salta desde donde solicitaron una nueva intervención federal mientras la minoría destituía por inasistencia a la mayoría opositora y Aparicio convocaba a nuevas elecciones de legisladores y electores.  
Avellaneda decidió posponer la intervención e intentar la mediación de Ibarguren, quien fracasó en sus gestiones por la intransigencia de Aparicio, informando al ministro del Interior Bernardo de Irigoyen que "la situación de Jujuy no puede hallarse en peores condiciones. Los hechos ocurridos han tenido profundamente ajitados los animos. Nadie, com escepcion del círculo del Gobierno, acepta como legal el procedimiento de la minoría; pues hasta dos de los Diputados que habían estado siempre al lado del Gobierno en todas las cuestiones anteriores, se han separado de él y se han negado á concurrir á la nueva Legislatura, cuya legitimidad desconocen. Dados estos antecedentes temo, Exmo. Señor, que un gobernante nacido de este nuevo orden de cosas, no llevaría al gobierno ni el prestigio de la opinión, ni el de la ley y que, en concepto de todos, seria un gobernante de hecho, sea causa de graves trastornos en la Provincia."
El 10 de abril la nueva legislatura en concurso con los electores eligieron a Martín Torino como nuevo gobernador de la provincia. Los intentos de formar una coalición de gobernadores de cara a las elecciones presidenciales de 1880 impidieron se aprobara la intervención. Finalmente, la situación permitió el regreso a la arena política del clan Sánchez de Bustamante. Tras el fracaso de la revolución del 12 de mayo de 1879, un segundo movimiento el 24 de septiembre consiguió deponer a Torino y provocar la intervención a la provincia y, finalmente, el ascenso al poder de Plácido Sánchez de Bustamante.
Antonio Mas Oller no volvería a ejercer cargos públicos, dedicándose a su ministerio. En octubre de 1881 fue designado canónigo honorario, y en 1885 sería, brevemente y por última vez, vicario de la Iglesia Matriz.
Falleció en San Salvador de Jujuy el 19 de agosto de 1898. Sus restos fueron inhumados en el Cementerio del Salvador.